# 富希
富希（法語：Fouchy，法語發音：[fuʃi] ⓘ）是法国下莱茵省的一个市镇，位于该省西南部，属于塞莱斯塔-埃尔什泰因区。

## 地理
富希（48°19'37"N, 7°16'15"E）面积7.87 平方千米，位于法国大東部大區下莱茵省，该省份为法国大陆部分最东部的省份，是阿尔萨斯的一部分，今与上莱茵省组成了阿尔萨斯欧洲集体，其南至上莱茵省，西南接孚日省和默尔特-摩泽尔省，西接摩泽尔省，北与德国接壤。
与富希接壤的市镇（或旧市镇、城区）包括：巴桑贝尔、布雷特诺、拉莱、于尔贝、龙巴勒弗朗。
富希的时区为UTC+01:00、UTC+02:00（夏令时）。

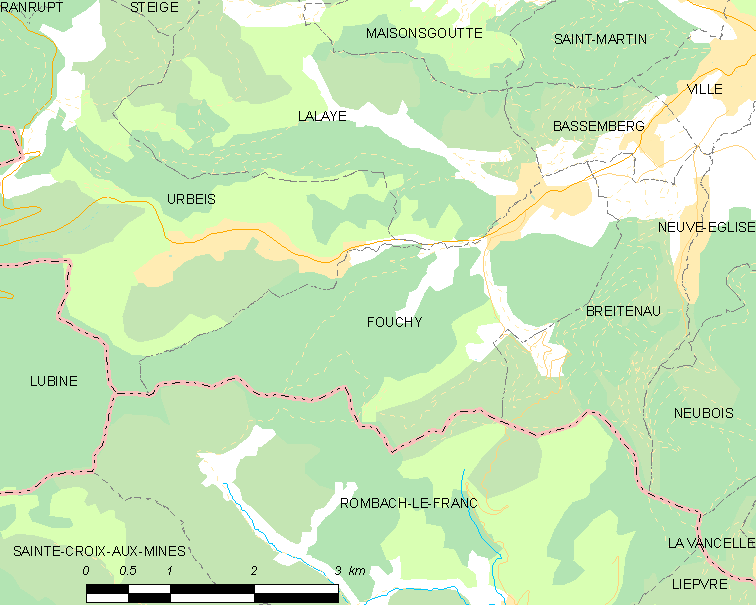
富希的OSM定位图

## 行政
富希的邮政编码为67220，INSEE市镇编码为67143。

## 政治
富希所属的省级选区为米齐格县。

## 人口

1962-2008年间富希人口变化图示

富希于2022年1月1日时的人口数量为641人。